# 장유진 (아나운서)
장유진(1993년 1월 13일 ~ )은 대한민국의 프리랜서 아나운서이다.

## 학력
- 상일여자고등학교 (광주)
- 성균관대학교 (정치외교학과 / 학사) 및 (신문방송학과 부전공)

## 진행

### TV
- MBC 뉴스데스크 광주·전남